# Шауэр, Фридрих (архитектор)
Фридрих Шауэр (нем. Friedrich Schauer; 29 января 1913 года, Берлин, Германия — 6 апреля 2007 года, Берлин, Германия) — немецкий архитектор, антифашист, член движения Сопротивления во время Второй мировой войны, член организации «Красная капелла».

## Биография
Фридрих Шауэр родился 29 января 1913 года в Берлине, в Германии. В 1927—1931 годах учился в Берлине на краснодеревщика. В 1937 году окончил колледж, освоив профессию плотника с правом преподавательской деятельности. В 1939—1940 годах учился на инженерно-строительном факультете и, выдержав государственный экзамен, в 1941 году защитил диплом архитектора.
Принимал активное участие в политике еще подростком. С 1933 года был членом движения Сопротивления нацистскому режиму. В первый раз был арестован 28 сентября 1933 года. В ноябре того же года Верховный суд в Берлине признал его виновным в заговоре с целью совершения государственной измены и приговорил к двум годам тюремного заключения. Срок до 28 сентября 1935 года отбывал в детской тюрьме в Котбусе. В 1936 году принял участие в создании студенческой группы движения сопротивления в Берлине. В 1940 году вступил в антифашистскую группу Вильгельма Шюрман-Хорстера, регулярно собиравшейся в мастерской скульптора Рутхильды Хане на Находштрессе в Берлин-Вильмерсдорфе. Здесь вступил в организацию, позднее названную Красной капеллой. Принимал участие в акции по рассклеиванию антифашистских листовок в Берлине против про-нацистской выставки «Советский рай».
23 октября 1942 года попал в поле зрения гестапо, занимавшейся расследованием дела Красной капеллы, и был арестован во второй раз. 21 августа 1943 года вторая палата Народного суда по делу группы Вильгельма Шюрман-Хостера признала всех её членов виновными в заговоре с целью совершения государственной измены, и приговорила Фридриха Шауэра к восьми годам тюрьмы и к восьми годам лишения всех гражданских прав. О своем опыте арестанта Фридрих Шауэр свидетельствует в документальном фильме 2004 года, в серии, посвященной казненному нацистами спортсмену и коммунисту Вернеру Шеденбиндеру. 27 апреля 1945 года войсками Красной Армии он был освобожден из тюрьмы Бранденбург-Горден.
После 1945 года Фридрих Шауэр поселился и работал в советской зоне оккупации, затем в ГДР. По его проектам было построено много учреждений системы образования, например, школа-интернат в Люкенвальде.
В 1961 году он стал членом Академии наук ГДР.
Фридрих Шауэр умер 6 апреля 2007 года в Берлине, в Германии.